# Szekeres László (régész)
Szekeres László (Szabadka, 1931. szeptember 12. – Zimony, 1997. december 27., cirill betűs átirással Ладислав Секереш) vajdasági régész, főmuzeológus, a Szerb Régész Egyesület első elnöke (1969–1972). Vajdaság, azon belül Szabadka helytörténeti kutatója, a VMDK egyik alapítója. Lánya Szekeres Ágnes (1968–2020) régész.

## Élete
Szülővárosában végezte az általános iskolát és a gimnáziumot, majd a szabadkai Városi Múzeum első igazgatója, Schulmann Imre tette lehetővé, hogy a szlovén fővárosban tanulhasson tovább. Egyetemi oklevelét Srećko Brodar professzor tanítványaként a Ljubljanai Egyetem Bölcsészettudományi Kar Régészeti Tanszékén szerezte 1958-ban. Visszatérve szülővárosába néhány évig tiszteletdíjasként dolgozott a múzeumban. 1960-ban választották meg a Szabadkai Városi Múzeum vezetőjének. Folytatta elődjeinek munkáját a helytörténeti múzeumban. A régészeten kívül a néprajz, a természettudomány, a kultúrtörténet, a numizmatika és a művészettörténet is érdekelte. Egyik alapítója és szervezője a Palicson indult Szabadkai Képzőművészeti Találkozónak.
Kapcsolatot teremtett a szegedi Móra Ferenc Múzeummal. Elérte azt is, hogy a Vajdaság területén a washingtoni Smithsonian Intézet több ásatáshoz biztosított pénzügyi forrásokat. Amikor az 1960-as évek második felében elfogadták a kultúr(a)rendezési tervet (úgynevezett Kultúrotthon-terv) tiltakozásként lemondott igazgatói posztjáról. Ezután idejét a régészetnek és a helyismereti kutatásnak szentelte. A hetvenes évek gazdag észak-bácskai régészeti feltárásainak egyik vezetője, de dolgozott külföldön is, többek között Németországban és Magyarországon is.
Szaktanulmányokat, népszerű tudományos és ismeretterjesztő írásokat adott közre. Gyakran publikált a Bácsország vajdasági honismereti szemlébe, amelynek egyben egyik kezdeményezője és szerkesztője is volt. Az 1962-ben megjelent Seoba naroda kötet társszerzője.
Az újvidéki dicstelen joghurtforradalom után a politikai életbe sodródott. Alapítója volt a VMDK-nak, majd az abból kivált VMSZ-nek. Az 1960-as években és 1995-ben rövid időre a szabadkai önkormányzat tisztviselője volt.
Hitvallása: "Én régész vagyok! Egy ember, aki a múltból üzen a mának, aki szeretné megmutatni a városnak, miért szép szeretni és becsülni, tenni valamit."

## Emléke
- Szekeres László Alapítvány
- Múltunk a föld alatt van (dokumentumfilm)

## Művei
- 1957 Jedan interesantan nalaz iz ranog Srednjeg veka iz Nose, Rad vojvođanskih muzeja 6.
- 1958 Grobni nalaz iz ranog srednjeg veka kod Sokolca, Rad vojvođanskih muzeja 7.
- 1961 Iskopavanja na Gomolavi u Hrtkovcima 1957. godine, Rad vojvođanskih muzeja 10.
- 1961 Pereš, Hajdukovo – naselje halštatskog perioda, Arheološki pregled 3.
- 1961 Kameniti hat, Subotica, Arheološki pregled 3.
- 1962 Kratak pregled istorijata Subotičke javne biblioteke i muzejskog društva. Subotica.
- 1966 Praistorijska naselja u okolini Ludaškog jezera, Rukovet 1.
- 1966 Organisationsfragen und Perspektivplan der archeologischen Forschung auf dem Gebiet der Wojwodina – Jugoslawien, Acta Antiqua et Archaeologica X.
- 1967 Horgoš – "Templomdomb" – srednjovekovna crkva (iskopavanje 1964. god.), Arheološki pregled 9.
- 1967 Ludaš – Budžak, ranoneolitsko naselje, Arheološki pregled 9.
- 1967 Gornji Tavankut, Sv. Ana – srednjovekovna nekropola i crkva, Arheološki pregled 9.
- 1966-1968 (Trogmayer Ottó tsz.) Prilog istoriji kasnog bronzanog doba Vojvodine, Rad vojvođanskih muzeja 15-17.
- 1969 Istorijat arheoloških istraživanja u Subotici, Subotica.
- 1971 Zenta és környéke története a régészeti leletek fényében. Građa za monografiju Sente 18. Zenta.
- 1971 A szabadkai régészeti kutatás története.
- 1972 A régészeti kutatás áttekintése a Bácskában 1945-ig, Létünk 1-2.
- 1974 Neki aspekti istraživanja ranog neolita u severoistočnoj Bačkoj, Materijali X, 189-193.
- 1975 Szabadkai helynevek. Szabadka.
- 1977 Die mittelalterlichen Ansiedlungen in der nordlichen Batschka, Balkanoslavica 6.
- 1978 Komunikacije u Barbaricumu – I-V V.N.E., Materijali XVII.
- 1978 Necropolis from the Avar Period at Bačka Topola, in: Zbornik radova Problemi seobe naroda u Karpatskoj kotlini, 157-160.
- 1981 Amit az idő eltemetett – Kis vajdasági régészet. Szabadka/Újvidék.
- 1982/1983 Középkori települések Északkelet-Bácskában. Szabadka/Újvidék.
- 1985 A hunok és Attila. Szabadka.
- 1985 Afrikai út – Vojnich Oszkár naplójegyzetei. Szabadka.
- 1986 Problem takozvanih Rimskih šančeva u Bačkoj, Materijali XXII, 144-161.
- 1986 Kanizsa múltja a régészeti leletek fényében, in: Kanizsa Monográfiája I. Kanizsa.
- 1993 A kishorgosi templomrom ásatásáról. Kanizsa/Szabadka.
- 1994 Hajdújárás-"Kővágó" – Egy Árpád-kori templomrom Szabadka határában, in: Lőrinczy Gábor (Szerk.) A kőkortól a középkorig, 463-472.
- 1994 Memento 1944-1994.
- 1995 A horgosi bronzlándzsa, in: Bácsország 1995. nov. 2, 16.
- 1996 Egy Árpád-kori település történetéből, Híd LX, 5-7.
- 1996 Régészet, in: Kanizsa monográfiája I. Kanizsa.
- 1996 (Szekeres Ágnes tsz.) Szarmata és XI. századi temetők Verusicson. Szabadka.
- 1997 A Délvidék magyar műemlékei és régészeti leletei, in: Múltunk és jövőnk megrablása V.
- 1997 Pregled stanja istraživanja o dobu dolaska Mađara u Karpatski basen i Vojvodinu, in: 1100 godina doseljenja Mađara i Vojvodina. Novi Sad.
- 1998 (Ricz Péter tsz.) Szabadka története a régmúltban. Szabadka.
- 2000 Zenta monográfiája – Zenta a régészeti leletek tükrében. Zenta.